# Сабха (община)
Сабха (на арабски: سبها – Sabhā) е община в Либия, намираща се в центъра на страната.
Наименувана е по нейния административен център Сабха. Има население от 130 000 души.
Разполага с местно летище и е сред най-важните центрове в южната част на държавата, което носи много приходи на местното население.
Близо до града е и северната граница на пустинята Сахара, през която идват голяма част от автобусите с хора от Того, Судан, Нигер и Гана. Пътят между Сабха и Нигер е считан за един от най-опасните в света – шофьорите често се губят в пустинята, а пътници са умирали от жажда или глад.